# マクロス ゼロ
『マクロス ゼロ』（MACROSS ZERO）は、2002年から2004年にかけて発売されたOVA。全5巻。テレビアニメ『超時空要塞マクロス』の前史に当たる作品である。「東京アニメアワード2004」において優秀作品賞OVA部門を受賞した。

## 概要

### 作品
「マクロスシリーズ」生誕20周年記念として制作されたのが本作である。地球が異星人ゼントラーディとの戦争（第一次星間大戦）に巻き込まれる7か月前、2008年の南海の孤島マヤンを舞台に、現代文明と伝統文明の相克、人類創生の秘密が描かれる。
『超時空要塞マクロス』の舞台となる近未来（2009年）を現実に迎えつつあることから、本作はそれまでの続編作品とは逆にシリーズの過去にさかのぼり、現実世界と架空のマクロスワールドが交錯する過渡期の状況に焦点を当てた。F-14やMiG-29という実在する兵器と、可変戦闘機 (VF) やデストロイドという空想未来兵器が同世界のなかに登場する。
監督の河森正治は当初、南の島を舞台にした戦記ものに可変戦闘機の開発エピソードを絡めた短編2本立ての物語を構想していた。しかしロケーション・ハンティング（ロケハン）中にアメリカ同時多発テロ事件が発生し、ミリタリー的な作風を自粛するムードがあったため、民俗学を下敷きにした神話的作風へ方向転換することになった。また、近作の例にもれず本作でも自然との協調が唄われているが、これらの描写には以前の作品である『地球少女アルジュナ』で開発された生物を3DCGで描画するテクニックが随所に使用されている。
本作の設定について河森は「発表されているマクロスの基本年表には載っていない話」であるとしていた。アメリカでは機密事項の公文書が50年経たないと公開されない場合があるという例を挙げ、本作は歴史から抹消されている前提のエピソードであり、物語の構成ものちのちに伝説として語られるというまとめ方に近いと述べている。
2008年には『マクロスF』（設定年代は2059年）が制作され、これにあわせて改訂された基本年表では、本作の事件が2008年7月に起きたとする記述が加えられ、この時代（2059年）には機密情報が公開されてマヤン島事変やVF-0の存在も公になっていることが示唆された。また、作中では本作の物語がシン・工藤の伝記とされ、『マクロスF』第10話「レジェンド・オブ・ゼロ」ではこれを原作とした映画「鳥の人」として、本作を題材にした劇中劇が登場し、一般市民にも広く知られた「物語」となっている様子が描かれている。また本作の登場人物、マオ・ノームのその後の消息も描かれている。
この『マクロスF』内のエピソードが語るように、すべての「マクロスシリーズ」に共通する「架空の世界（マクロスワールド）の歴史的出来事をモチーフにして、あとから作られた創作作品（フィクション）である」という設定（参照）は本作品においても例外ではなく、史実をモチーフに制作されたが、必ずしも作品内の事象がすべてにおいて史実どおりとは限らないということである。本作ではあえて随所にそれを強調する演出が意図的に盛り込まれている。

### 3DCG
本作は「マクロスシリーズ」では初めて全面的に3DCGを導入した。1994年制作の『マクロスプラス』では一部のみの使用だったが、その後『マクロス VF-X2』などのゲーム開発で経験を積み、本作ではメカ以外にも背景の立体的な空間表現などを試みている。
制作の中心は河森が所属するサテライト。『地球少女アルジュナ』で実績のあるトゥーンレンダリングを使う予定であったが、『戦闘妖精雪風』など他作品との違いを明確にするため、新たにテクスチャマッピングによる質感の表現法を模索することになった。写真とイラストの中間イメージ的なテクスチャを描くため、ハセガワのマクロスシリーズ模型でボックスアートを手がけるイラストレーター天神英貴が参加し、色調やライティングの調整を行った。
板野一郎が関わった最後のシリーズ作品でもある。本シリーズの代名詞である「板野サーカス」をCGで再現するため、板野自身が特技監督としてモーション監修を行い、3DCGでは軽く見えがちなメカアクションの演出を指導した。戦闘機の3DCGは、アニメーションがキーフレーム間を自動補間するのではなく、通常のアニメと同じように、すべてのモーションを手打するという手法をとっている。VF-0のメカ描写には特に多くのカットが割かれ、説得力のある変形シーケンスや、標的を眼で追うだけで次々とロックオンしていく制御系は、以降のVFシリーズに継承され、VF-25等の最新鋭機にも採用されていることが『マクロスF』の作中で描かれている。第一章では戦闘機形態（ファイター）の3DCGモデルから変形させたロボット形態（バトロイド）が華奢に見えたため、第二章以降は中間形態（ガウォーク）、バトロイドも別個に見映えのいいモデルを作り使い分けている。
一方で、3DCGで迫力が描ききれない場合は通常の手描き作画で処理している。
約2年間の制作期間中3DCG技術の試行錯誤は続き、その経験は『創聖のアクエリオン』『マクロスF』に生かされることになる。河森は本作の設計はテレビ画面では「体感」として伝えきれないもので、そのぶん台詞で説明しなければならないため、OVAよりは大画面・大音響むきの作品だったと振り返っている。
本作品のCGIチームは板野がフライングシーケンスディレクターを担当した特撮映画『ULTRAMAN』（2004年）に参加している。その後板野を通じて円谷プロダクションのCGIチームにノウハウが継承されており、後年の特撮作品にも影響を与えている。

## あらすじ
1999年7月、のちにマクロスと名づけられる異星人の宇宙船が地球へと落下した。この艦よりもたらされたさまざまなオーバーテクノロジーの奪い合いに端を発する争いは、やがて統合戦争と呼ばれる世界的な戦争に発展する。
戦争末期の2008年。地球統合軍の戦闘機パイロット工藤シンは、反統合同盟との交戦中、人型に変形する新兵器、可変戦闘機SV-51に乗機を撃墜され、今なお伝説が生きる南海の孤島、マヤン島に流れ着く。そこでシンは「風の導き手」と呼ばれる島の巫女サラ・ノーム、その妹で都会にあこがれる少女マオ・ノームと出会う。マオとの関わりのなかで、心を閉ざしていたシンは笑顔を取り戻し、かたくなに島の掟を守り、よそ者を警戒するサラとも次第に打ち解けてゆく。
一方、落下した宇宙船と同様の反応を示す物体がマヤン島付近の海底に沈んでいることを察知した統合軍は、「AFOS（エイフォス）」と呼称されるこの古代の遺物を回収すべく、可変戦闘機VF-0を配備した特務部隊を派遣し、反統合同盟はこれに奇襲攻撃を仕掛ける。両者の争いに巻き込まれたシンは統合軍に合流し、ロイ・フォッカー少佐が率いる可変戦闘機部隊「スカル小隊」に配属され、機種転換訓練を受ける。そしてシンは、フォッカーの大学時代の先輩で、AFOSとマヤン島の調査のために部隊と同行する文化人類学者アリエス・ターナーの護衛任務を与えられ、マヤン島に戻ることになる。
シンは森のなかで、サラの歌に反応して花が開き、周囲の岩が宙に浮かびあがる光景を目撃する。これについてサラは、争いが島に持ち込まれたことで、マヤンの伝説にうたわれる人類の創造主にして、終末の日に「滅びの歌」を歌うとされる「鳥の人」の目覚めが近づいている兆候だと話す。シンとサラが接近したことで、ふたりの仲が気になるマオは、シンを海底に連れていき自分の「宝物」を見せる。その正体はAFOS、すなわち「鳥の人」の首で、反統合同盟は統合軍に回収された胴体と、この首を狙って動き出す。シンはマオの頼みを受けて「鳥の人」の首を奪還するが、反統合同盟の攻撃によりマヤンの村は火の海と化し、シンの機体は撃墜され首も所在不明となる。戦闘に巻き込まれ幼児退行を起こしたマオはアリエスの指示により、統合軍の研究チームに引き渡される。
シン、サラ、アリエスは反統合同盟に捕らえられ、そこへアリエスの師、Dr.ハスフォードが姿を現す。ハスフォードはかつてサラをそそのかして島の掟を破らせたことで「鳥の人」の秘密を知り、これを呼び覚まそうとしていた。その言葉にサラが心の傷をえぐられ悲鳴をあげると、「鳥の人」をかたどった岩が飛来し、シンとサラはこれに乗って脱出する。掟を破ったせいで島に災いを招いたと自分を責め、傷ついた森を癒すために歌うサラに合わせ、シンはサラの心を癒すために歌い、やがてふたりは口づけを交わす。一方、人の血液と同じ組成をもつ「鳥の人」の体液を輸血され、マヤンの儀式によって巫女の力に目覚めたマオは災いの到来を感知し、ほどなくして反統合同盟によりマヤン島に気化爆弾が投下される。
森が焼き払われたことによって発見された「鳥の人」の首、そしてサラとアリエスは反統合同盟の手に落ちる。シンとフォッカーはそれぞれの大切な女性を救うためVF-0で出撃し、立ちはだかる反統合同盟のパイロットたちと激戦を繰り広げる。しかし、サラの眼前でシンの機体は撃ち落とされ、その悲しみに呼応して「鳥の人」の胴体と首が結合し、覚醒を遂げる。サラを取り込んだ「鳥の人」は、銀河に進出する力を持ちながら争いを続ける人類を消し去るべく「滅びの歌」を歌い、絶大な力で両陣営への攻撃を開始する。シンは怒りと恐れにとらわれて「鳥の人」を攻撃しようとするが、マオの言葉を受けて武装を解除し、サラを信じて呼び掛け正気を取り戻させる。しかし統合軍は「鳥の人」を破壊すべく「オペレーション・イコノクラスム」を発動し、反応弾を発射する。サラは島を守るため「鳥の人」のバリアを展開して爆発する反応弾を包み込み、そのまま空の彼方へと消え去る。アリエスを救えなかったフォッカーはその最期を看取り、機体が破損し脱出不能となったシンは、サラとマヤンの民の歌声を耳にしながら、金色に輝く海に没する。そして、シンの機体が海中から光に包まれて浮上し、天高く飛び立ってゆく光景が描かれ、物語は終わる。

## 設定・用語

### マヤン島

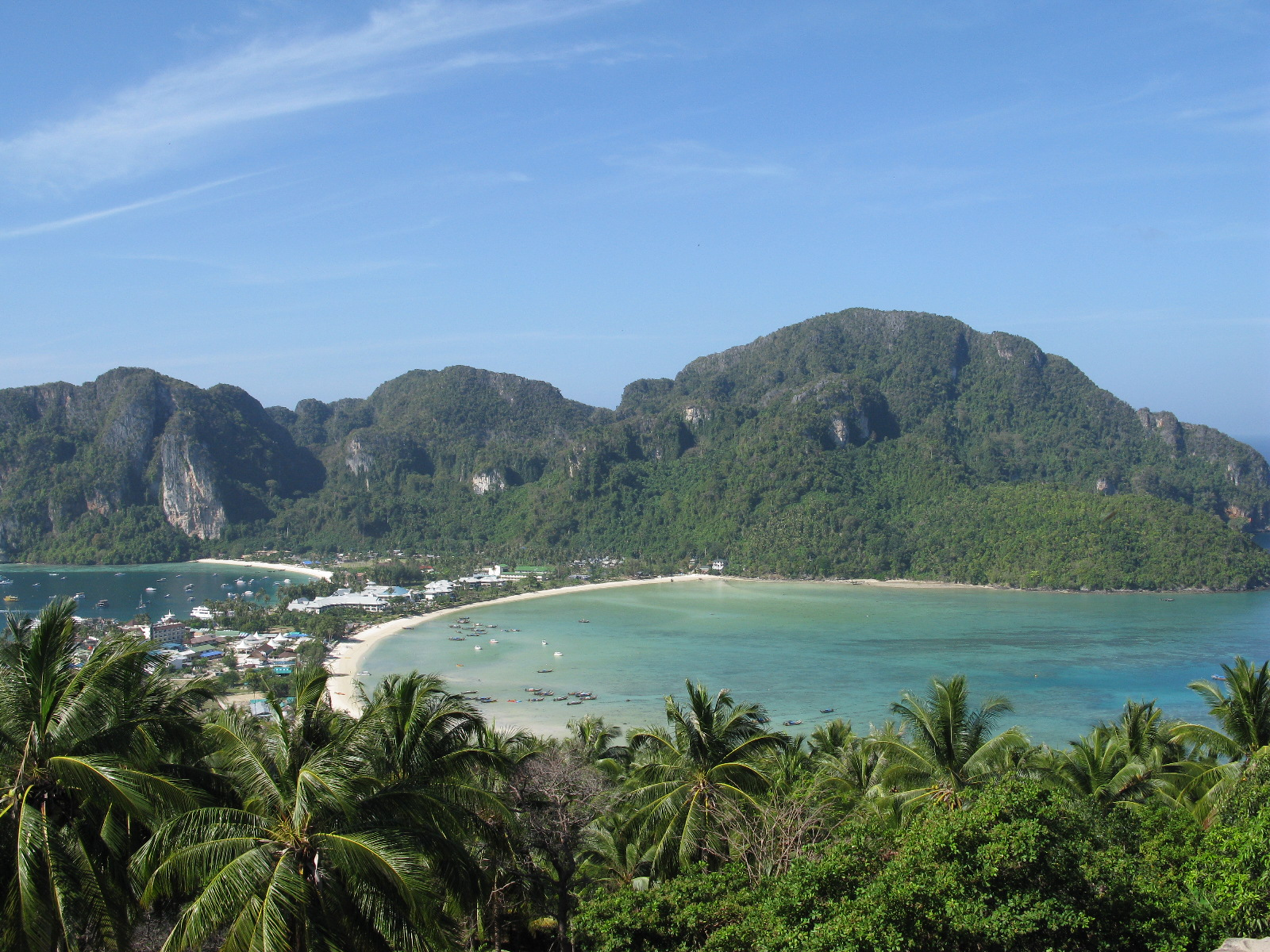
マヤン島のモデルとなったタイのピピ島（ピーピー・ドーン島）

本作の舞台となるマヤン島は、東南アジアの洋上に浮かぶ熱帯雨林に覆われた島。豊かな自然のもとで漁や採集を中心とした生活を営み、古の「鳥の人伝説」を信じる島民が伝統社会を守ってきたが、徐々に現代文明に染まりつつあり、発電機や衛星アンテナも置かれている。男性の多くは出稼ぎや徴兵により島を出ており、残っているのは女性や子供、老人ばかりである。
風景のモデルはタイのピピ島。

#### 神話
マヤン島の伝承では原初、世界には海と風があり、海に住む「魚の人」が、星々を渡る「鳥の人」に対し、空を飛べはしても海の深さを知らないだろうと笑ったところ、怒った「鳥の人」によって尾びれを切られ、そこから足が生えて最初の人「ローイカヌ」になったといわれている。舟で旅に出たローイカヌが喉を潤す泉がないことを嘆くと、「鳥の人」は海亀を落とし、砕けた甲羅がマヤンの島々となり、島に上がったローイカヌが孤独を嘆くと「鳥の人」は自分の首をはね、その血が最初の女「ローイワカ」となり、ふたりは結ばれ数多くの子をなしたという。その後、ローイワカは星々の海に帰り、ローイカヌに対し、自分が戻るときは「天の定め」が乱れ、世界に「滅びの歌」が轟く日だと告げたとされる。
マヤン島には「鳥の人」に由来するさまざまな伝説が残されており、これをかたどった像も多数作られている。聖なる山の洞窟から聞こえる音は、ローイカヌが「鳥の人」に赦しを乞う歌声だと伝えられる。近海にはトビウオが棲息しており、マヤンの民は海を泳ぎながら空を飛びたがるトビウオのことを、ローイカヌとローイワカの最初の子供だと言い伝えている。
島の掟により隠されている言い伝えによれば、「鳥の人」は天の神プロカチャによって「滅びの歌」を歌うよう命じられ、みずからの首をはねてこれを食い止めたが、「人と人、人と大地の絆」が切れるごとに首と体が近づき、やがて「滅びの歌」を歌う日が来るとされる。

#### 風習
マヤン島においては「カドゥン」なるものの存在が信じられている。島の「聖なる巡り」が遮られると風が濁り、草の裏にカドゥンが巣食うという。太古の昔より歌と掟を守ってきたというマヤンの巫女「風の導き手」は、村をカドゥンから守る役目を担う存在でもあるとされる。「風の導き手」のサラ・ノームは、外から来た人間（マヤンの民がいう「白い人」）が「争いのカドゥン」を持ち込んだことによって「絆」が弱まり、「鳥の人」の覚醒が近づいていると語る。島の者がカドゥンに取り憑かれたとみなされた場合、「プキヌハ」と呼ばれる儀式が行われる。これが終わると、その者は新しい命に生まれ変わったとされ、カドゥンに負けない存在になるという。
日常においては、男性が「ヤリウェイ」と呼ばれる、長さ1mほどの木製の棒をそれぞれ形を工夫して作り、好きな女性に見せ、夜になって男性が女性のもとを訪ねて行ったときにこれを差し入れるという風習がある。女性は気に入った男性だとそのままふたりでデートをするというものだが、マヤン島で目覚めたシンは知らずにヤリウェイを武器として携行し、目の前に現れたサラに突き付けて凄んだために、周囲にはおかしな光景として見られることになる。マオはラブレターのようなものだと説明し、シンはラブスティックと呼ぶ。本来は男性が自分で作るものだが、サラは副業としてヤリウェイを数多く作り、生計の足しにしている。

#### 他作品におけるマヤン島
半世紀後を舞台とする『マクロスF』第10話「レジェンド・オブ・ゼロ」では、マクロス・フロンティア船団においてシン・工藤の伝記をもとにしてマヤン島事変を描いた映画「BIRD HUMAN -鳥の人-」が製作され、生態系艦アイランド3内にセットとしてマヤン島の環境が再現される。『劇場版 マクロスF』では、主人公たちが慰安旅行で訪れるマクロス・フロンティア船団内の人工島がマヤン島と呼ばれる。

### 鳥の人
マヤンの神話にうたわれる「鳥の人（とりのひと）」の正体は、約50万年前、銀河に一大星間文明を築き上げた知的生命体プロトカルチャーが、太古の地球を訪れ人類の祖先に遺伝子操作を行ったあと、一種の監視装置として遺したものである。やがて人類が進化して宇宙へ進出する段階に達したとき、「争いのカドゥン」に取り憑かれ好戦的な種族となっていた場合は、災いの元として消去するよう仕掛けられていた。マヤン島に住む「風の導き手」と称される巫女の一族は、この発動を食い止める、あるいは発動させる鍵となる存在とされる。
「鳥の人」は胴体と首が切り離された状態で海底に眠っており、統合軍はASS-1から得たオーバーテクノロジーにより稼働させた時空変動レーダー「サイクロプス」によってこれを発見し、「AFOS（エイフォス）」というコードネームで呼称する。回収した胴体部分から流れ出る体液は地球人類の血液とほぼ同じ組成をもち、その血液型はマヤンの巫女と同じ「アルファ・ボンベイ」であることが解析される。
一方の首はマヤン島近海の底に沈んでおり、その存在を知るマオ・ノームはこれを「宝物」と呼んでいた。反統合同盟がこれを発見し回収するが、「風の導き手」の叫びに呼応して胴体と首が結合し、空中の元素を固定して巨大な翼のようなものを広げた姿へと変化する。声（中田譲治が担当）が頭部に取り込んだ「風の導き手」に、人類がいまだ争いを続けていることを確認すると、「滅びの歌」を歌い攻撃を始める。ASS-1の時空構造変換システムに酷似した器官をもち、重力制御やフォールド（時空転移）も可能で、その攻撃は瞬時に艦隊を壊滅させる威力をもつ。
統合軍のAFOS調査艦隊は、鳥の人が復活して制御不能となった場合、これを完全に破壊せよとの密命により、「オペレーション・イコノクラスム」と呼ばれる作戦を始動することになっており、最終手段として、威力調整型の反応弾頭が使用される。
『マクロスF』においては、その容姿はプロトカルチャーが神格化していた生命体、バジュラを模したものとされる。通常の艦には使用されない高純度のフォールド鉱石を搭載したシステムであり、のちにプロトカルチャー研究者となったマオはフォールド鉱石を通じてサラの歌声を感知し、「鳥の人」の情報を追って惑星ガリア4に到着したとされている。

## 登場人物

### 主要キャラクター
工藤 シン（くどう シン）
声 - 鈴村健一
本作の主人公。統合軍少尉。18歳。日系2世のアメリカ人。左目の泣きぼくろが特徴。幼いころに異星人の宇宙船ASS-1（のちのSDF-1マクロス）の落下を遠方より目撃する。その後勃発した統合戦争で両親を亡くし、統合軍に入隊後、戦闘機パイロットとなる。腕は優秀だが、他人に心を開かず自分勝手な言動が多いため、同僚たちからは距離を置かれている。反統合同盟との交戦中、ノーラの駆るSV-51γに撃墜されてマヤン島に流れ着き、のちにフォッカーが指揮するスカル小隊に転属となるも、それまでとは勝手の異なる可変戦闘機への機種転換に手を焼くこととなる。サラやマオ、フォッカーたちとの触れ合いのなかで、それまで閉ざしていた心を徐々に開いてゆく。
搭乗機
- F-14A++ スーパートムキャット - 第一章。空母イラストリア飛行隊所属時に搭乗。コールサインはパープル・ワン。
- VF-0D フェニックス - 第二章、第三章。スカル小隊配属時の機種転換訓練で搭乗。コールサインはスカル・ファイブ。
- VF-0A フェニックス - 最終章。ファストパックとゴーストブースターを装備し、最大限の武装を搭載した特攻突撃仕様。コールサインはスカル・ツー。

サラ・ノーム
声 - 小林沙苗
巫女の家系に生まれ、マヤン島の古代文明を守る「風の導き手」。16歳。しとやかだが内に激しい気性を秘める。亡き父ウガリ（声 - 中田譲治）より教わった島の古い掟をかたくなに守り、当初はよそ者のシンを警戒するが、徐々に心を通わせ惹かれあってゆく。
かつてDr.ハスフォードに騙されて島の掟で禁忌とされている採血をされたことが心の傷として残っており、そのために島に災いを招いたという負い目を抱くことになる。
のちに覚醒を始めた「鳥の人」に取り込まれるが、シンの決死の呼びかけが通じ、正気を取り戻す。最後は統合軍が「鳥の人」を破壊するために使用した反応弾から島とシンを守るため、自身を含めて「鳥の人」を反応弾ごとバリアで隔離し、伝説をなぞるように宇宙へ旅立つ。
マオ・ノーム
声 - 南里侑香
サラの妹。11歳。元気で快活な少女だが、ときおり大人びたしぐさを見せることがある。姉と違い島内の生活には退屈ぎみで、文明人のシンに興味を抱き惹かれてゆくが、姉の思いとのあいだで揺れ動くこととなる。泳ぎが得意で、シンには「魚の人」に例えられ、これに対し自身はシンのことを「鳥の人」に例える。
サラと同じアルファ・ボンベイという稀少な血液型の持ち主で、戦闘に巻き込まれて幼児退行を起こし、同じ血液型である「鳥の人」の体液を輸血され、さらにマヤンに伝わる「プキヌハ」の儀式によって生まれ変わり、カドゥンを感知し、「鳥の人」とも干渉できる存在になる。
『マクロスF』では、プロトカルチャー研究の第一人者といわれ、同作品の登場人物、シェリル・ノームはマオの孫娘とされる。

### 統合軍の人物
ロイ・フォッカー
声 - 神谷明
統合軍少佐で、AFOS調査部隊の母艦である空母アスカの艦載機隊を率いるエース・パイロット。26歳。指揮官用のVF-0Sに搭乗。コールサインはスカル・ワン。大空と酒と女をこよなく愛する、部下思いの人物。実戦訓練においては、シンたち可変戦闘機の操縦に不慣れな若年パイロットのアグレッサーを務める。

エドガー・ラサール
声 - 小森創介
統合軍RIO（レーダー迎撃士官）。18歳。陽気な性格で、シンとつねにコンビを組み、F-14およびVF-0Dの後部席に搭乗する。乗機を撃墜されて消息不明となってもそのたびに生還し、二度目の生還時にはサラとアリエスを助けようとするシンとフォッカーのために、管制官を殴り倒して発進許可を出す。
アリエス・ターナー
声 - 進藤尚美
文化人類学者。26歳。フォッカーのかつての思い人で、大学時代の先輩。フォッカーのもとを去ってオックスフォードのDr.ハスフォードに師事し、師が唱えた、人類が異星人の干渉によって進化したとする「人類プロトカルチャー干渉仮説」の検証のため統合軍の嘱託として空母アスカに乗艦し、マヤン島に上陸する。住民に対して健康調査の名目で採血を行い、サラの非難を受けるも意に介さず、戦闘に巻き込まれてもなお「鳥の人」の行方を追って島に残る。助けに来たフォッカーと旧交を温めるが、反統合同盟の手に落ち、「鳥の人」の目覚めによって生じた破壊で致命傷を負い、フォッカーの腕のなかで息を引き取る。
中島 雷造（なかじま らいぞう）
声 - 有本欽隆
空母アスカの技術班長。69歳。職人気質で口は悪いが、熟練の技でパイロットたちから厚い信頼を集める。
『マクロスΔ』にはひ孫のマキナ・中島が登場する。
ケイティ
声 - 朴璐美
統合軍海兵隊員。男性隊員以上に卓越した格闘術を身に付けており、武器を携えたシンでさえまったく相手にならないほどの戦闘能力の持ち主。

### 反統合同盟の人物
ノーラ・ポリャンスキー
声 - 高山みなみ
反統合同盟の女性パイロット。25歳。階級は大尉。ワインレッドのSV-51γを駆る凄腕。コールサインはシュワルベ・ドゥ。
統合軍兵士に家族を惨殺され、自身も陵辱・拷問を受けたことをほのめかし、胸には無惨な傷痕が残っている。そのため、統合軍に対して異常なまでに憎しみを抱いている。2度にわたりシンを撃墜するが、最後の戦いではシンに執着するあまり「鳥の人」の射線上に入ったことに気がつかず、直撃を受け戦死する。
D.D.イワノフ（ディーディー イワノフ）
声 - 大友龍三郎
反統合同盟のエース・パイロット。乗機は黒いSV-51γ。機体の黄色い花のマークから、パイロット仲間には「デイジー・イワノフ」と呼ばれている。コールサインはシュワルベ・アン。ノーラとは恋仲。
統合戦争以前から紛争地帯を転戦してきた軍人で、統合軍のテストパイロット時代はフォッカーの教官だった。フォッカーと幾度も熾烈なドッグファイトを繰り広げるが、最後の戦いではノーラを殺害されたことに逆上して「鳥の人」に挑み、その圧倒的な力のまえに戦死する。
Dr.ハスフォード
声 - 野沢那智
オックスフォードでアリエスを指導した学者。「人類プロトカルチャー干渉仮説」を提唱する。かつてマヤン島を訪れた際、サラをそそのかして「鳥の人」の隠された伝承について聞き出し、採血を行う。「滅びの歌」は「創造の歌」と表裏一体だと唱え、人々の争いを鎮めるためと称してサラに「鳥の人」を目覚めさせるよう求めるが、覚醒時の破壊に巻き込まれ、滅びを選択された世界を目の当たりにして息絶える。

### マヤンの民
ヌトゥク
声 - 大木民夫
「鳥の人」伝説を語り継ぐマヤン島の長老。かたくなに掟を守ろうとするサラとは対照的で、外から来た人間を快く受け入れ、すぐに民芸品を売ろうとする。

## 登場メカ

### 統合軍所属
F-14A++ スーパートムキャット
統合軍の主力戦闘機。F-14AのOTM改修型であり、B型に準じるとすればエンジンをPW-TF30からF110-GE-400に換装しており外観は実在のF-14D、コクピットはF-14Aの形状になっている。バンダイのサイトでは「F-14A+改」とも記される。
VF-0 フェニックス
統合軍が開発した試作可変戦闘機。
- VF-0A - 一般兵士用。
- VF-0S - 指揮官用。
- VF-0D - 複座型。訓練用。
- 追加装備 - リアクティブアーマー、ゴーストブースター

KS-3A
空中給油機（タンカー）専用型。
UH-60
回転翼機。飛行場を持たないマヤン島において、汎用軍用輸送機として登場。
デストロイド・シャイアン
試作型デストロイド。両腕にガトリング砲、両脚にローラーを装備。

プロトタイプ・モンスター
デストロイド・モンスターの試作型。両腕は砲撃時の反動を抑制するためのクローハンドに変形する。

原子力航空母艦 CVN-99 アスカII
AFOS回収を任務とする特務部隊の母艦。「アスカ」の漢字表記は「飛鳥」。全長が250mと、原子力空母としては非常に小型で、喫水線長（きっすいせんちょう）も艦名も就役時期も実在の豪華客船「飛鳥II」のそれとほとんど同じである。
なお、のちの話である『超時空要塞マクロス THE FIRST』においては同型艦が多数建造されており、「グラーフ・ツェッペリン」や「アークロイヤル」などが存在する。
ニミッツ級後期型原子力航空母艦 イラストリア
シンが物語開始当初に所属している部隊の母艦。反統合同盟によって撃沈される。
アーレイ・バーク級ミサイル駆逐艦

### 反統合同盟所属
MiG-29 フルクラム
反統合同盟所属の戦闘機。OTM導入の有無は明確にされていない。
SV-51
反統合同盟が開発した可変戦闘機。
- SV-51α - 一般兵士用。
- SV-51γ - エースパイロット用。
- 追加装備 - ツインブースター

デストロイド・オクトス
水陸両用型デストロイド。水中では潜水艦型、陸上では四脚型に変形する。

強襲潜水艦 アウエルシュテット
反統合同盟の母艦。旧ロシア軍のミサイル原子力潜水艦をベースに改造したもので、SV-51を耐圧カプセルで覆い上方へ垂直に射出するハッチを12基、艦首には魚雷発射管を6基備えている。

## スタッフ
- 原作・監督・メカニックデザイン - 河森正治
- 副監督 - ところともかず（第2章から）
- 脚本 - 大野木寛
- キャラクターデザイン - 齋藤卓也
- ロイ・フォッカーオリジナルデザイン - 美樹本晴彦
- 特技監督 - 板野一郎
- メカニックデザイン - 石垣純哉
- 鳥人デザイン - 宮武一貴、okama（最終章のみ）
- メカニックアート - 天神英貴
- メインタイトルデザイン - 鎌田誠
- 美術監督 - 太田大
- 美術設定 - 平沢晃弘
- 色彩設計 - 海鉾重信
- 撮影監督 - 前田庸生
- 編集 - 竹内康晃
- 音楽 - 蓜島邦明
- 音響監督 - 三間雅文
- プロデュース - 大西加紋、高梨実
- 制作プロデューサー - 平井伸一、国崎久徳、佐藤道明
- アニメーション制作 - サテライト
- 製作 - ビックウエスト、バンダイビジュアル

## 使用曲

### エンディングテーマ
ARKAN
作詞 - Holy Raz / 作曲・編曲 - 蓜島邦明 / 歌 - Holy Raz
第一章・最終章エンディングテーマ、第二章・第三章挿入歌。本作のメインテーマ。
Life Song
作詞・作曲・編曲 - 蓜島邦明 / 歌 - 福岡ユタカ (Yen Chang) with Holy Raz
第二章エンディングテーマ。
yanyan
作詞・作曲・編曲 - 蓜島邦明 / マヤン語協力 - 河森正治 / 歌 - 南里侑香
第三章エンディングテーマ・挿入歌。
Forest Song
作詞・編曲 - 蓜島邦明
第四章エンディングテーマ。

### 挿入歌
HOROBI NO UTA
作詞 - 河森正治・蓜島邦明 / 作曲・編曲 - 蓜島邦明 / オーケストラアレンジ - 宮野幸子 / 歌 - Holy Raz・大貫史朗
最終章挿入歌。

## 各話リスト
| 話数   | サブタイトル | 絵コンテ                | 演出           | 作画監督                                     | 発売日         |
| ------ | ------------ | ----------------------- | -------------- | -------------------------------------------- | -------------- |
| 第一章 | 海と風と     | 河森正治                | ところともかず | 齋藤卓也                                     | 2002年12月21日 |
| 第二章 | 地上の星     | -                       | 西山明樹彦     | 齋藤卓也、大久保宏 水畑健二、仲田美歩 藤原潤 | 2003年5月23日  |
| 第三章 | 蒼き死闘     | 河森正治                | 田中孝行       | 齋藤卓也、水畑健二 松山光治 大久保宏（メカ） | 2003年11月28日 |
| 第四章 | 密林         | ところともかず 河森正治 | ところともかず | 齋藤卓也、鷲田敏弥 入江篤、水畑健二          | 2004年5月28日  |
| 最終章 | 鳥の人       | ところともかず 河森正治 | 工藤進         | 齋藤卓也、鷲田敏弥                           | 2004年10月22日 |

## 関連商品

### CD
ビクターエンタテインメントより発売。
マクロス ゼロ ORIGINAL SOUNDTRACK 1
2003年1月22日発売 (VICL-61042) 。
マクロス ゼロ ORIGINAL SOUNDTRACK 2
2004年11月10日発売 (VICL-61518) 。

### 映像ソフト
バンダイビジュアルより発売。
マクロス ゼロ 第一章「海と風と」
2002年12月21日発売（BCBA-1332）
マクロス ゼロ 第二章「地上の星」
2003年5月23日発売（BCBA-1333）
マクロス ゼロ 第三章「蒼き死闘」
2003年11月28日発売（BCBA-1334）
マクロス ゼロ 第四章「密林」
2004年5月28日発売（BCBA-1335）
マクロス ゼロ 最終章「鳥の人」
2004年10月22日発売（BCBA-1336）
マクロス ゼロ Blu-ray Disc BOX
2008年8月22日発売（BCXA-0062）。『マクロスF』との関連を示すオリジナル版にはない描写が加えられている。
マクロスゼロ Blu-ray Box プレミアムリマスターEdition
2024年2月28日、バンダイナムコフィルムワークスより発売（BCXA-1895）。最新AI技術によるリマスターが施され、過去の映像・音声特典の再録に加え、新規オーディオコメンタリー（加島裕幸、崎山敦嗣、橋本トミサブロウ、八木下浩史）を収録し、スタッフへの新規インタビューを収録した40ページのブックレットが付属する。

### ゲーム
マクロスエースフロンティア
2008年10月9日、バンダイナムコゲームスより発売。同作からは機体およびパイロットが登場しているが、ゲスト的扱いでミッションは「海と風と」「蒼き死闘」のふたつ。
マクロスアルティメットフロンティア
2009年10月1日、バンダイナムコゲームスより発売。『エースフロンティア』ではゲスト参戦だったが、こちらは本格参戦で「海と風と」から「鳥の人」までOVA全5話のストーリーが再現されている。本作および後述の『トライアングルフロンティア』にはF-14とMiG-29も登場するが、それぞれ「TYPE-14」「TYPE-29」という呼称に変更されている。
マクロストライアングルフロンティア
2011年2月3日、バンダイナムコゲームスより発売。『アルティメットフロンティア』の続編。
マクロス30 銀河を繋ぐ歌声
2013年2月28日、バンダイナムコゲームスより発売。PlayStation 3用。2060年を舞台に歴代シリーズ作品のキャラクターやメカが集結するフライトアクションRPG。
マクロス -Shooting Insight-
2024年3月14日、ブシロードより発売。Nintendo Switch、PlayStation 5、PlayStation 4、Steam用。歴代シリーズ作品が集結したスクロールシューティングゲーム。「工藤シン&VF-0A」が操作可能。

#### クロスオーバー作品
スーパーロボット大戦Scramble Commander the 2nd
2007年11月1日、バンプレストより発売。原作終了後の設定となっている。同作の1年後を舞台とする『超時空要塞マクロス 愛・おぼえていますか』と共演。
Another Century's Episode:R
2010年8月19日、バンダイナムコゲームス（バンプレストブランド）より発売。同作の51年後を舞台とする『マクロスF』と共演。
スーパーロボット大戦X-Ω
2020年6月9日から6月15日までの期間限定で登場。